# ザラスシュトラ

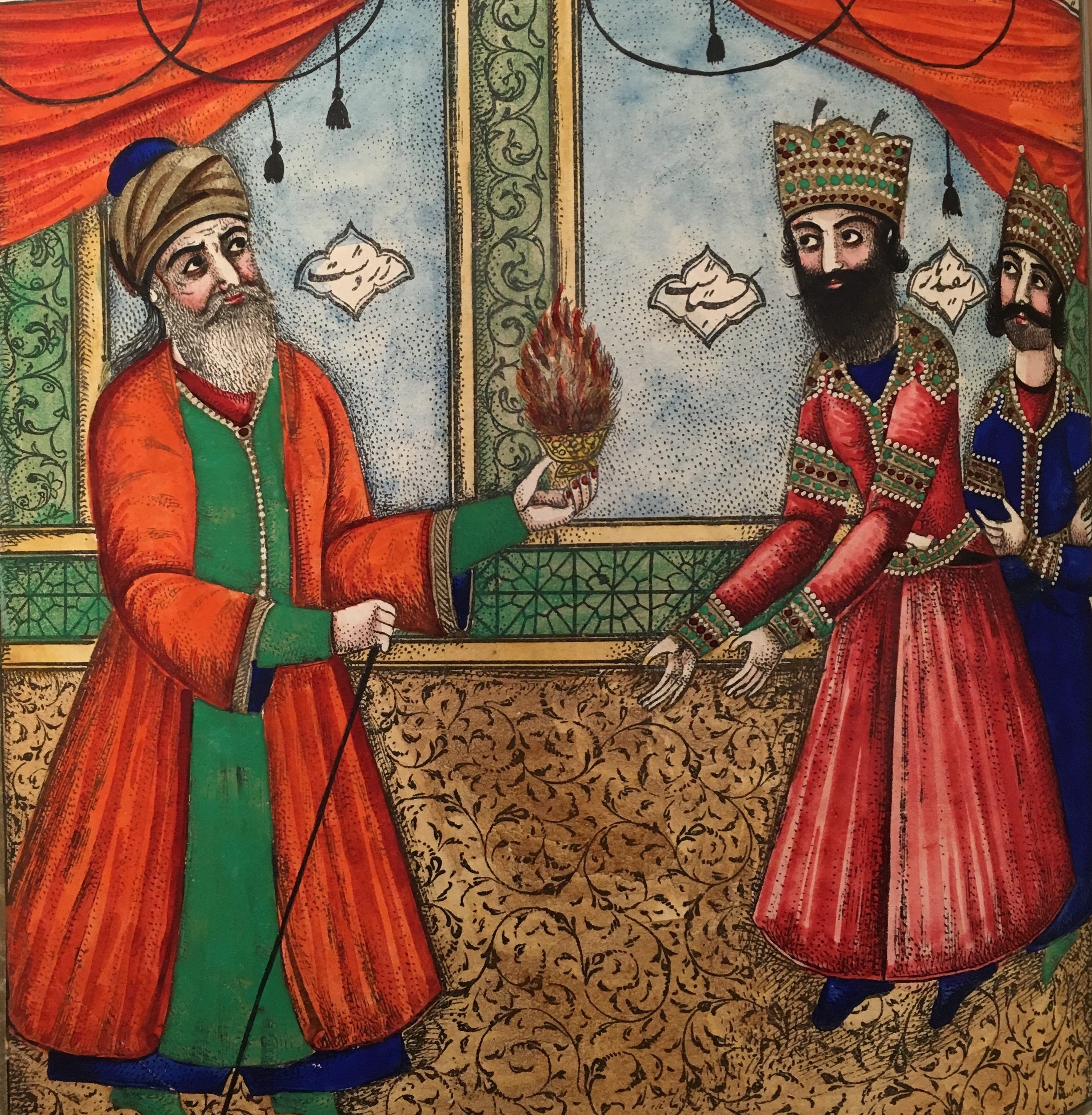
19世紀にムンバイで公刊された『シャー・ナーメ』に描かれたザラスシュトラ（左）

ザラスシュトラ（アヴェスター語: Zaraθuštra、ペルシア語: زرتشت Zartošt、紀元前7世紀 - 没年不明）は、ゾロアスター教の開祖。古代アーリア人の宗教の神官。その生涯については謎が多い。ザラスシュトラはアフラ神群とマズダー（叡智）を結び付け、アフラ・マズダーとして唯一の崇拝対象とした。
日本語では英語名 "Zoroaster" の転写であるゾロアスターの名で知られるが、これは古代ギリシア語での呼称であるゾーロアストレース（Ζωροάστρης, Zōroastrēs）に由来する。また、フリードリヒ・ニーチェの著作『ツァラトゥストラはこう語った』と、同作に触発されてリヒャルト・シュトラウスが作曲した同名の交響詩の影響で、ドイツ語読みの「ツァラトゥストラ」 (Zarathustra) としても知られる。

## 経歴
ザラスシュトラはハエーチャスパ族の神官一族スピターマ家に生まれた。15歳で聖紐クスティーを身にまとい、「原イラン多神教」とも呼ばれる宗教の神官階級として教育を受けた。20歳のときに原イラン多神教に反旗を翻し、一族を離れて旅に出た。いたるところで原イラン多神教の神官たちから嫌われ、一箇所に定住することができず、部族から部族を行き巡ったという。
30代ごろにザラスシュトラは2人の妻を得て6人の子供に恵まれたが、原イラン多神教神官たちの妨害を受けて信徒獲得はできず出身部族を離れ、トゥーラーン人を布教対象にした。しかし彼らの王を怒らせ追放されてしまう。その後ライバルのマズダー教神官と対決したり、ダエーワを崇拝する王にアフラ・マズダーを崇拝するよう迫ったが10年余り信徒獲得はならなかった。
40歳の時、従兄マドヨーイモーンハが帰依してザラスシュトラは待望の弟子を得た。ここから彼の布教活動は好転し、続いて「スィースターンの賢者」サエーナーが100人の弟子を引き連れてザラスシュトラの教団に加わった。
42歳の時、オラナタ族の王カウィ・ウィーシュタースパによって取り立てられ、世俗権力の後ろ盾を得た。これによって原イラン多神教の神官団は追放され、ザラスシュトラは生活の糧と宗教権力を手に入れた。さらにザラスシュトラは宰相フラシャオシュトラ・フォーグマの娘を娶り、フラシャオシュトラの弟ジャーマースパ・フォーグマに自分の娘を嫁がせ、権力基盤を固めた。このようにして行われたザラスシュトラの「宗教改革」によって、新たに倫理観に裏付けされた二元論・終末論を軸とした一神教的な「原ゾロアスター教」と呼ばれる信仰体系が誕生した。周辺の部族はオラナタ族が怪しげな新興宗教に改宗したことに反発し、何度か戦争が行われたが、オラナタ族が勝利してザラスシュトラの正しさが証明されたとされる。その後、ザラスシュトラは礼拝中に暗殺されたとも伝えられている。既存の宗教・政治勢力を覆したため恨みを買う要素は大いにあったと思われる。ザラスシュトラの死後も教団は世俗権力の後ろ盾のもと、娘婿のジャーマースパに引き継がれた。ジャーマースパは原ゾロアスター教の急進的な教義をより原イラン多神教寄りに修正した。

## 年代と地域の比定
ザラスシュトラがいつどこで生まれたのか詳細は分かっていない。ナポリ大学教授ラルド・ニョリは伝承からザラスシュトラの在世年代は紀元前620年 - 紀元前550年であると想定した。また、アヴェスター語が古層から新層への発展にどれだけの歳月を要したのか、アヴェスター語とサンスクリット語の発展にどれほど対応関係があったのかという非常に曖昧な手掛かりから紀元前1700年～紀元前1000年のいずれかに生きていたとする説もあるが、古代に遡る詩人の説などは現在の歴史学者によって否定されており、紀元前650～600年ごろが有力視されている。

### 古代の研究
古代ギリシア人は、アケメネス朝ペルシアを通じてザラスシュトラの名を知り、ザラスシュトラの記録を残した。その中では、彼らの時代よりも5千年以上過去の人物であるとされるなど、神話的に把握されていた。従って、古代ギリシアの文献記録の記述は歴史上のザラスシュトラについて正確とは言い難い。ただし、紀元前4世紀頃には既にこのような伝承が存在していたことを確認できるという点では史料価値がある。ザラスシュトラが何者であったのかは完全に不明であり、伝説の人物となっている。ギリシャの歴史家の著述の中には、紀元前6000年以上遡るバビロンでピュタゴラスに秘教を伝授したなどの説もある。とにかく、ザラスシュトラをヤーウェよりも前に生まれた人物であると決めつける研究が行われていた。

### 故郷
ザラスシュトラの故郷については以下の説がある。
- バクトリア - ギリシア語文献による。19世紀の有力説
- アゼルバイジャン-テヘラン間 - パフレヴィー語文献による
- ホラズム - 言語学的見地から（後に否定）
- スィースターン - アヴェスターの記述から推定
- カザフステップ - アヴェスターの記述から推定
- タジキスタン東部 - アヴェスターの記述から推定

## 教え
ザラスシュトラ本来の教えは、イランの神話的聖典『アヴェスター』内の「ガーサー（韻文讃歌）」部分の記述が近いと考えられる。しかしガーサーに使われたガーサー語は非常に難解で、現代では『リグ・ヴェーダ』を参考になんとか意味を割り出せる程度にしか解読できていない（そもそもガーサー語は宗教言語であり、ザラスシュトラ自身はソグド語の祖語を母語としていたという説もある）。
一神教を最初に提唱したともいわれるが、ガーサーには「アフラ・マズダーとほかのアフラたち」という表現も見られ、唯一神の存在を主張していたわけではない。またセム的一神教と異なり超越的な神が預言者を通じて人類にメッセージを送ることはなく、人間がアフラ・マズダーに呼びかけるために聖呪を用いる構造となっている。
また、ガーサーは本来呪文に過ぎず、後代の編集によって一定の世界観が作り出されていると推定されている。
ザラスシュトラはアフラ神群とマズダー（叡智）を結び付け、アフラ・マズダーとして唯一の崇拝対象とした。また、アフラ・マズダーは宇宙に秩序をもたらそうと努力していると説き、これが後に二元論に発展した。また、アフラ神群の神々を天使とし、ダエーワ神群を悪魔とみなした。

## ザラスシュトラ伝説
ゾロアスター教の衰退後、ザラスシュトラへの崇敬はイスラム教徒に引き継がれた。ゾロアスター教の教義とは別の隠された「光の叡智」を唱えた神秘的な存在として、大いにイスラム教徒たちの間で尊敬された。この虚構のイメージは東ローマ帝国やルネサンス期の西ヨーロッパに伝わった。

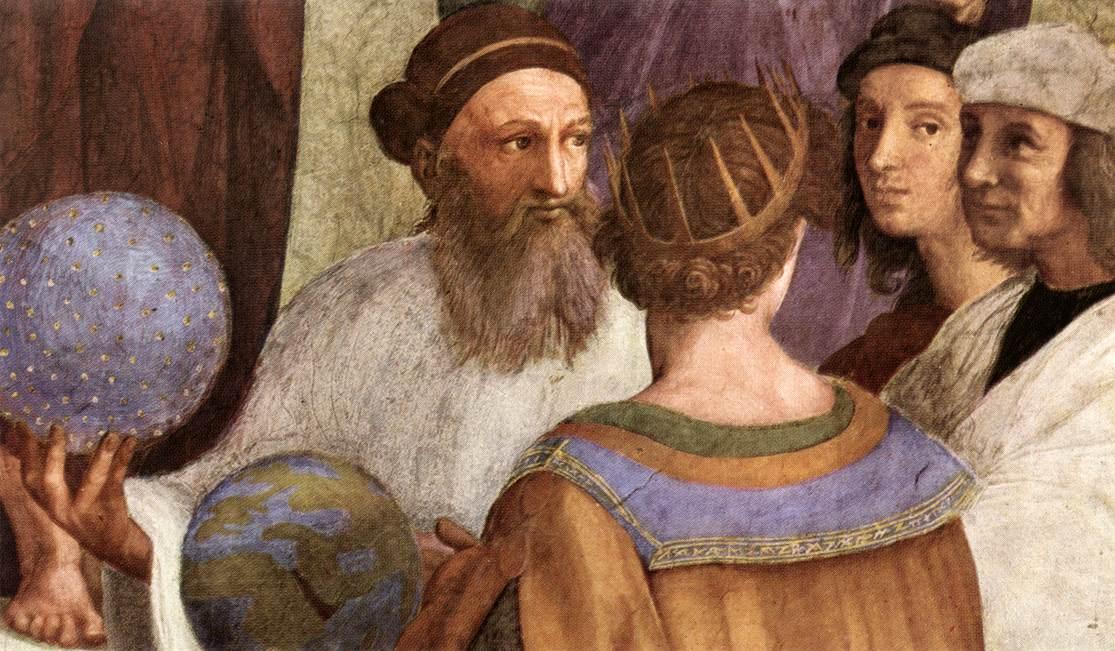
ラファエロ作『アテナイの学堂』（部分）。天空儀を持っている人物がザラスシュトラ

ルネサンス期、新プラトン主義者にとっては、ゾロアスターはプラトン主義哲学とキリスト教信仰の源流となる人物であるとされた。さらに2世紀の偽書もゾロアスターの著作とされたことで、「バビロニア占星術の大家、プラトン主義哲学の祖、キリスト教の先駆者、マギの魔術の実践者」という荒唐無稽なイメージが付与されることとなった。このようにオカルト化されたゾロアスター像は肥大化し、様々な知識の最高の体現者とみなされ、人智学にも影響を与えた。18世紀、パールシーたちの伝えてきた文献がヨーロッパにもたらされたことで、知識人たちはゾロアスターの叡智が垣間見えると期待したが、そこには古代の呪文しか書かれていなかった。これによりザラスシュトラの実像に迫ることができるようになったが、その後もゾロアスター像は変遷を遂げ、フリードリヒ・ニーチェが自著『ツァラトゥストラはこう語った』に自らの思想を仮託したり、ナチスがアーリア民族の偉人として位置づけるなど、様々な立場から利用された。これらの見方は日本人のザラスシュトラに対するイメージに大きな影響を与えている。

## 親族
- ポルシュ・アスパ・スピターマ - 父
- ドゥグターウ - 母
- ラトゥシュタル - 兄
- ラングシュタル - 兄
- ワースリガー - 弟
- ハンダニシュ - 弟
- アーラーストヤ・スピターマ - 伯父（父の兄弟）
- マドヨーイモーンハ・スピターマ - 従兄（アーラーストヤの息子）
- アルワズ - 第1妻
  - イサトワーストラ - 長男
  - フルーニ - 長女
  - スリティ - 次女
  - ポルチスター - 三女。宰相ジャーマースパ・フォーグマ（後の教団後継者）と結婚
- 名称不明の第2妻
  - - ナワタトナラ - 次男
  - - ウルチフル - 三男
- フウォーウィー - 第3妻。フラシャオシュトラ・フォーグマ（ジャーマースパの兄）の娘
  - ウフシュヤト・エレタ
  - ウフシュヤト・ネマフ
  - サオシュヤント

### 関連文献
- 野田恵剛訳『原典完訳 アヴェスタ　ゾロアスター教の聖典』国書刊行会、2020年
- 青木健『ゾロアスター教の興亡』刀水書房
- 伊藤義教『ゾロアスター研究』岩波書店、ISBN 4000012193
- 伊藤義教『ゾロアスター教論集』平河出版社、ISBN 4892033154
- 岡田明憲『ゾロアスター教　神々への賛歌』平河出版社、ISBN 4892030538
- 岡田明憲『ゾロアスター教の悪魔払い』平河出版社、ISBN 4892030821
- 岡田明憲『ゾロアスターの神秘思想』 講談社現代新書
- 前田耕作『宗祖ゾロアスター』 ちくま新書／ちくま学芸文庫、ISBN 448008777X
- P・R・ハーツ『ゾロアスター教』 奥西峻介訳、青土社〈シリーズ世界の宗教〉
- メアリー・ボイス『ゾロアスター教』 山本由美子訳、筑摩書房／講談社学術文庫、2010年、ISBN 406291980X
- 山本由美子『マニ教とゾロアスター教』 山川出版社〈世界史リブレット〉、1998年
- フリードリヒ・ニーチェ『ツァラトゥストラはこう語った』 氷上英廣訳、岩波文庫（全2巻）
- ニーチェ『ツァラトゥストラ』 手塚富雄訳、中公文庫、改版2018年
- 『ツァラトゥストラ　ニーチェ全集 9・10』 吉沢伝三郎訳、ちくま学芸文庫
- ニーチェ『ツァラトゥストラ』 丘沢静也訳、光文社古典新訳文庫（全2巻）
- 村井則夫『ニーチェ　ツァラトゥストラの謎』 中央公論新社〈中公新書〉、2008年